# Голубєва Марія Архипівна
Марія Архипівна Голубєва (нар. 13 грудня 1945, село Верх-Катунське, тепер Бійського району Алтайського краю, Російська Федерація) — радянська діячка, доярка держплемзаводу «Катунь» Бійського району Алтайського краю. Кандидат у члени ЦК КПРС у 1981—1986 роках. Член ЦК КПРС у 1986—1990 роках. Герой Соціалістичної Праці (30.07.1985).

## Життєпис
Народилася в селянській родині. Вже з третього класу почала допомагати матері, яка працювала на фермі дояркою.
У 1963 році закінчила вісім класів Верхньокатунської середньої школи Бійського району Алтайського краю.
З травня 1964 року працювала робітницею на племінному заводі «Катунь» Бійського району Алтайського краю. З листопада 1964 року — доярка, оператор машинного доїння держплемзаводу «Катунь» Бійського району Алтайського краю.
Член КПРС з 1968 року.
У 1971 році закінчила Горно-Алтайський зооветеринарний радгосп-технікум Алтайського краю.
Указом Президії Верховної Ради СРСР від 30 липня 1985 року за досягнення визначних результатів у виконанні планів і соціалістичних зобов'язань по збільшенню виробництва і продажу державі сільськогосподарської продукції Голубєвій Марії Архипівні присвоєно звання Героя Соціалістичної Праці з врученням ордена Леніна і золотої медалі «Серп і Молот».
З 2001 року — на пенсії в селі Верх-Катунське Бійського району Алтайського краю.

## Нагороди
- Герой Соціалістичної Праці (30.07.1985)
- орден Леніна (5.02.1981)
- орден Трудового Червоного Прапора (16.12.1980)
- орден «Знак Пошани» (8.04.1971)
- Лауреат Державної премії (1984)
- Почесний громадянин Алтайського краю (25.08.2011)